# Gliese 39
Gliese 39 is een hoofdreeksster van het type K6V, gelegen in het sterrenbeeld Vissen op 72,44 lichtjaar van de Zon. De ster heeft een relatieve snelheid ten opzichte van de zon van 28,2 km/s.